# Ådskär, Eckerö
Ådskär är en klippig ö väster om Finbo i Eckerö på Åland. Beläget på ett berg på öns södra sida finns en välbevarad jungfrudans.
Ådskärs area är 0,39 kvadratkilometer. Ön sträcker sig 0,8 kilometer i nord-sydlig riktning, och 0,8 kilometer i öst-västlig riktning. Öns nordvästra udde Ådskärsbådan är en tidigare ö som genom landhöjningen vuxit samman med Ådskär.